# Ум Касър
Ум Касър (на арабски: أم قصر) е пристанищен град в Ирак, на западната страна на полуостров Фау и на канала Шат-ал-Араб. Близо до него се намира границата с Кувейт, която минава през малък залив. Преди първата война в залива всичкото движение между двете държави е минавало през мост близо до града. До 1958 Ум Касър е бил просто малко рибарско градче с почти никакво значение, но тогава тук бива построено модерно пристанище и градът започва да се развива с по-бързи темпове. Градът е първият, завладян от коалицията през последната война в Ирак през 2003.
Населението на града е 49 800 жители (по изчисления за 2018 г.).